# Лафлин, Кларенс Джон
Кларенс Джон Лафлин (англ. Clarence John Laughlin, 10 августа 1905, Лейк Чарлз, Луизиана — 2 января 1985, Новый Орлеан) — американский фотограф.

## Биография
В 13 лет потерял отца, к которому был очень привязан. Мечтал о литературе, писал стихи в духе символизма. Фотографию открыл для себя в 25 лет, обучился ей сам. Работал для различных агентств, в том числе для журнала Вог, но не сошелся с Э. Стейхеном, который был тогда издателем журнала. Дружил с Э. Уэстоном, другими фотохудожниками его времени, но в своем искусстве всегда был одиночкой. Оставил огромное наследие. Похоронен на парижском кладбище Пер-Лашез.

## Творчество
Был глубоко связан с американским Югом, где прожил всю жизнь. Испытал влияние Эжена Атже. Считается первым и крупнейшим в США фотохудожником-сюрреалистом. Повторяющиеся мотивы его меланхолических фотографий — маски, манекены, кладбищенские скульптуры, старые фотоснимки, пожухлые зеркала.

## Наследие
30 000 томов домашней библиотеки Лафлина отошли университету штата Луизиана.
В 2008 году кинорежиссёры Майкл Мёрфи и Майкл Фрирсон сняли о фотографе документальный фильм «Кларенс Джон Лафлин: художник с фотоаппаратом».